# Wellstediaceae
Wellstediaceae is een botanische naam, voor een familie van tweezaadlobbige planten. Een familie onder deze naam wordt vrijwel nooit erkend door systemen voor plantentaxonomie, maar wel door het systeem van Dahlgren in de versie van 1980. Indien erkend gaat het om een heel kleine familie van slechts een geslacht, dat voorkomt in Afrika.
In de regel worden de betreffende planten ingedeeld in de familie Boraginaceae.